# Yeísmo

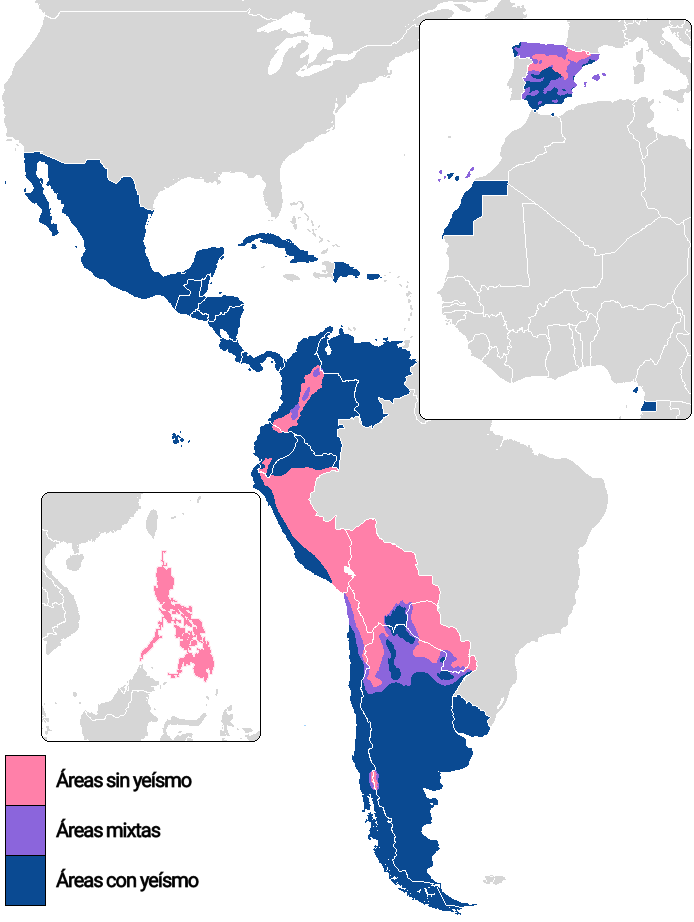
Áreas yeístas e distinguidoras no domínio do espanhol.

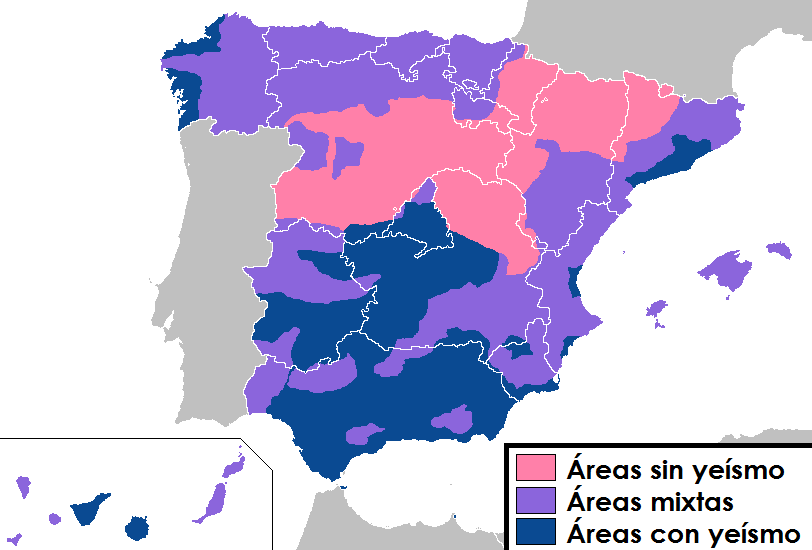

O yeísmo (em IPA: [jeˈismu]) é um fenômeno linguístico da língua espanhola pelo qual o dígrafo ll (“l” duplo que equivalente ao fonema lh do português, representado no Alfabeto Fonético Internacional como /ʎ/) sofre alteração fonética e é pronunciado como y (ípsilon ou i grego), resultando nos fonemas ʝ, j, ɟ, ʒ ou ʃ.
Este fenômeno, de origem andaluza, está atualmente presente em várias variantes do idioma espanhol, nomeadamente na América hispânica. No entanto, não aparece no dialecto tradicionalmente considerado a referência linguística principal, o dialeto castelhano.

## Yeísmo rehilado
O chamado yeísmo rehilado é uma característica do yeísmo no espanhol rioplatense, onde há uma estridente pronunciação das letras "y" e "ll".
Ou seja, no espanhol rioplatense, as letras LL (elle) e Y (I griega) são pronunciadas com um som similar ao "J" ou, às vezes, ao "ch" do português.

## Yeísmo na língua portuguesa
Em algumas áreas rurais do Brasil, tanto no norte como no sul, como também na fala popular das periferias das grandes cidades, pode-se encontrar a pronúncia de <lh> (/ʎ/) como /j/ em posição intervocálica, o que às vezes se reflete na ortografia, por exemplo, as palavras velho, palha e olho pronunciadas e escritas como veio, paia e oio. 
O mesmo fenômeno ocorre na ilha de São Miguel, nos Açores. Já em Portugal continental e na Galiza, há alguns exemplos de yeísmo, mas por influência externa, sobretudo do castelhano e do leonês.